# Coleman Scott
Pour les articles homonymes, voir Scott.
Coleman Scott, né le 19 avril 1986 à Waynesburg, est un lutteur libre américain.

## Biographie
Le 11 août 2012, il obtient la médaille de bronze aux Jeux olympiques de Londres en catégorie des moins de 60 kg.